# Сан-Каэтано
«Сан-Каэта́но» (порт. Associação Desportiva São Caetano) — бразильский футбольный клуб из города Сан-Каэтану-ду-Сул, штат Сан-Паулу. В первые пять лет XXI века — один из самых стабильных и сильнейших клубов Бразилии. В настоящий момент участвует в низших лигах чемпионата Бразилии.

## История
Клуб был основан в 1989 году в городе Сан-Каэтану-ду-Сул, входящим в агломерацию Большого Сан-Паулу. До 2000 года команда была практически неизвестна даже в самой Бразилии. Даже выигрыш второго дивизиона чемпионата штата Сан-Паулу в 2000 году никого не впечатлил.
Однако перед самым началом чемпионата Бразилии разразился большой скандал. В результате него чемпионат страны был сорван, а вместо него был проведён Кубок Жоао Авеланжа. Свыше 100 команд допустили к участию, в том числе клубы Серии B и C. Были организованы несколько групп-«Модулей» в зависимости от рейтинга клубов. В самый слабый модуль попал «Сан-Каэтано». Лишь двум первым командам этого модуля можно было продолжить борьбу за титул. В результате, пройдя огромное количество отборов, «Сан-Каэтано» дошёл до финала Кубка Жоао Авеланжа, фактически с первого раза став вице-чемпионом Бразилии. В финале «Азулао» проиграли главному фавориту чемпионата Васко да Гама, за который играл Ромарио (и забил в 2000 году свыше 70 мячей).
В 2001 году, когда был восстановлен чемпионат страны, «Сан-Каэтано» был включён в Серию А. Команда славилась своей лучшей в Бразилии обороной и за счёт этого второй год подряд дошла до финала чемпионата страны. На этот раз «Сан-Каэтано» уступил «лучшей атаке» Бразилии — Атлетико Паранаэнсе.
В следующем году «Сан-Каэтано» дошёл до финала Кубка Либертадорес, где лишь в серии пенальти уступил великой парагвайской «Олимпии».
Заслужив уважение в Бразилии и Южной Америке, команда, наконец, завоевала свой первый титул, став чемпионом штата Сан-Паулу в 2004 году. «Сан-Каэтано» стал присоединившимся членом Клуба Тринадцати.
27 октября 2004 года в матче чемпионата Бразилии против «Сан-Паулу» легендарный для клуба защитник Сержиньо почувствовал себя плохо, после чего у него остановилось сердце и он был немедленно реанимирован, а вскоре скончался от деформации сердца. Клуб обвинили в халатности и лишили 24 очков. Это существенным образом подорвало мораль и настрой команды и с тех пор «Сан-Каэтано» демонстрировал всё более плохие результаты. В 2006 году клуб закончил чемпионат в зоне вылета и был понижен в Серию B. В 2013 и 2014 гг «Сан-Каэтано» последовательно вылетел сначала в Серию C, а затем и в Серию D Бразилии.
В 2015 году занял пятое место в Серии D, в 2016 году выступал только на уровне чемпионата штата.
2020 год стал для «азулана» одним из труднейших в истории клуба. В ходе бразильской Серии D игроки основного состава несколько раз отказывались выходить на матчи в связи с многомесячными задержками по выплатам заработной платы. «Сан-Каэтано» как получал технические поражения, так и выставлял молодёжный состав, который терпел сокрушительные поражения (в частности, было поражение от «Пелотаса» со счётом 0:9). В материале Folha de São Paulo, вышедшем 20 ноября 2020 года, указывалось, что последний раз зарплату сотрудники клуба получали в марте. На базе клуба возникли перебои с водоснабжением, а команда испытывает трудности с игровой экипировкой, включая форму. В итоге «Сан-Каэтано» финишировал на последнем месте в своей группе, набрав в 14 матчах лишь шесть очков. В сводной таблице чемпионата команда оказалась на 60 месте из 64 участников первого группового этапа.

## Достижения
- Чемпион штата Сан-Паулу (1): 2004
- Вице-чемпион Бразилии (2): 2000, 2001
- Финалист Кубка Либертадорес (1): 2002